# 윌리엄 로버트슨 스미스

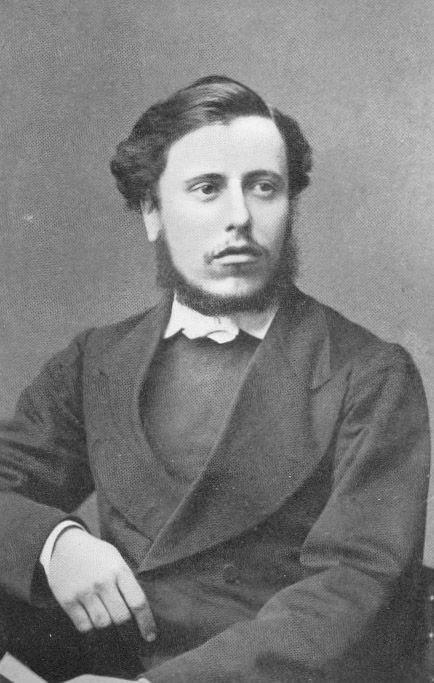

윌리엄 로버트슨 스미스(William Robertson Smith, 1846년 11월 8일 ~ 1894년 3월 31일)는 스코틀랜드의 구약성경학자, 신학교수, 스코틀랜드 자유교회의 목사이다. 독일의 리츨(Ritschl, 1822-1889), 과 벨하우젠(Wellhausen)과 교제하며 스코틀랜드에  자유주의 신학을 소개했다. 그는 총회에 의해 1881년 교수직에서 파면되었다. 브리태니커 백과사전의 편집장을 역임했으며 성서백과사전(Encyclopaedia Biblica)에 기여했다. 종교비교연구의 토대가 되는 문헌으로 간주되는 책 《셈족의 종교》(Religion of the Semites)로 알려진 인물이기도 하다.

## 저서
- 《유대교회에서의 구약성서》(The Old Testament in the Jewish Church, 1881년)
- 《이스라엘의 예언자들》(The Prophets of Israel, 1882년)
- 《고대 아라비아의 혈족관계와 혼인》(Kinship and Marriage in Early Arabia, 1885년)
- 《셈족의 종교》(Lectures on the Religion of the Semites, 1889년)